# Lukáš Hasalík
Lukáš Hasalík (* 20. červen 2001, Česko) je český fotbalový brankář, hráč klubu FK Třinec.

## Klubová kariéra

### Mládežnické roky
Lukáš Hasalík začal s fotbalem v Hostašovicích, později přestoupil do Nového Jičína. Následně odešel do Frýdku-Místku, odkud ho odkoupil Slovan Liberec, za který rovněž nastupoval v mládežnických kategoriích. Liberce.

### FC Slovan Liberec
Premiéru v dresu prvního týmu si odbyl v listopadu 2020 v rámci utkání základní skupiny Evropské ligy proti Hoffenheimu. Dostalo se na něj díky zdravotním indispozicím běžně upřednostňovaných brankářů Nguyena a Knoblocha. Ačkoliv už má na svém kontě start v evropských pohárech, tak na svou prvoligovou premiéru k 5. březnu 2021 čeká. Doposud nastupoval především za třetiligovou rezervu, za kterou nastoupil do 8 ligových zápasů, čisté konto dokázal udržet v jednom případě.

## Klubové statistiky
- aktuální k 5. březen 2021

| Tým                 | Sezona            | Liga   | Liga   | Pohár  | Pohár  | Evropské poháry | Evropské poháry |
| Tým                 | Sezona            | Zápasy | Branky | Zápasy | Branky | Zápasy          | Branky          |
| ------------------- | ----------------- | ------ | ------ | ------ | ------ | --------------- | --------------- |
| FC Slovan Liberec B | 2019/20 (3. liga) | 1      | 0      | -      | -      | -               | -               |
| FC Slovan Liberec B | 2020/21 (3. liga) | 7      | 0      | -      | -      | -               | -               |
| FC Slovan Liberec   | 2020/21           | 0      | 0      | -      | -      | 1               | 0               |
| Celkem              | Celkem            | 8      | 0      | 0      | 0      | 1               | 0               |